# 유호정
유호정(1969년 1월 24일 ~ )은 대한민국의 배우이다.

## 생애
1969년에 태어났고 1989년 서울예술대학교 앞에서 길거리 캐스팅되어 동년에 CF 모델로 데뷔하였다. 1991년 문화방송 TV 드라마에 첫 출연하였다. 1991년 《옛날의 금잔디》에서 배우 이재룡과 함께 출연한 것을 계기로 1995년에 결혼하였다.

## 학력
- 오산고등학교 (서울) (졸업)
- 서울예술전문대학 영화과 전문학사 (졸업)

## 출연작

### 드라마
- 1991년 MBC 주말연속극 《고개숙인 남자》 ... 서찬경 역
- 1991년 KBS 일일연속극 《옛날의 금잔디》 ... 윤다혜 역
- 1991년 SBS 일요아침드라마 《목소리를 낮춰요》 ... 옥이 역
- 1992년 MBC 캠퍼스드라마 《우리들의 천국》 ... 재은 역
- 1992년 SBS 소설극장 《해빙기의 아침》 ... 나영주 역
- 1992년 MBC 수목연속극 《여자의 방》
- 1993년 SBS 주말극장 《산다는 것은》 ... 은표 역
- 1993년 SBS 월화드라마 《결혼》 ... 나채영 역
- 1994년 MBC 단막극 《MBC 베스트극장 - 두 여자》
- 1994년 SBS 월화드라마 《작별》 ... 강유림 역
- 1994년 MBC 6.25특집극 《유월에서 팔월사이》 ... 윤해연 역
- 1995년 KBS 일일연속극 《바람은 불어도》 ... 정경주 역
- 1996년 KBS 아침드라마 《은하수》 ... 영희 역
- 1996년 MBC 미니시리즈 《사과꽃 향기》 ... 영애 역
- 1996년 KBS 단막극 《드라마게임 - 깊은 바다》 ... 비행기탑승을 기다리는 승객 역(우정출연)
- 1997년 KBS 단막극 《드라마시티 - 아직은 사랑할 시간》 ... 이정우 역
- 1997년 KBS 미니시리즈 《폭풍속으로》 ... 해주 역
- 1997년 KBS 아침드라마 《초원의 빛》 ... 박수진 역
- 1997년 SBS 주말극장 《이웃집 여자》 ... 이정인 역
- 1998년 KBS 미니시리즈 《거짓말》 ... 정은수 역
- 1998년 KBS 미니시리즈 《천사의 키스》 ... 한설화 역
- 1999년 SBS 미니시리즈 《청춘의 덫》 ... 노영주 역
- 1999년 KBS 일일연속극 《해뜨고 달뜨고》 ... 박영주 역
- 2000년 KBS 아침드라마 《송화》 ... 정송화 역
- 2002년 KBS 대하드라마 《태양인 이제마》 ... 구운영 역
- 2003년 MBC 미니시리즈 《앞집 여자》 ... 윤미연 역
- 2003년 KBS 미니시리즈 《로즈마리》 ... 이정연 역
- 2004년 KBS2 수목드라마 《풀하우스》 ... 결혼식 하객 역 (특별출연)
- 2006년 KBS 주말연속극 《인생이여 고마워요》 ... 한연경 역
- 2006년 MBC 미니시리즈 《발칙한 여자들》 ... 송미주 역
- 2007년 MBC 주말연속극 《깍두기》 ... 유은호 역
- 2009년 SBS 주말극장 《사랑은 아무나 하나》 ... 오설란 역
- 2010년 SBS 주말극장 《이웃집 웬수》 ... 윤지영 역
- 2011년 채널A 주말연속극 《천상의 화원 곰배령》 ... 정재인 역
- 2013년 MBC 주말연속극 《사랑해서 남주나》 ... 정유진 역
- 2015년 SBS 월화드라마 《풍문으로 들었소》 ... 최연희 역

### 영화
- 1998년 《키스할까요?》 ... 짜장면 여배우 역 (특별출연)
- 2000년 《산책》(특별출연)
- 2002년 《취화선》 ... 매향 역
- 2011년 《써니》 ... 나미 역
- 2014년 《민우씨 오는 날》 ... 사라 역
- 2019년 《그대 이름은 장미》 ... 홍장미 역

### TV 프로그램
- 2014년 KBS2 《해피선데이 - 슈퍼맨이 돌아왔다》나레이션
- 2014년 《에코빌리지 즐거운 家!》
- 2015년 SBS 《힐링캠프》
- 2018년 SBS 《미운우리새끼》

### 라디오 프로그램
- 2016년 EBS FM 《EBS 책 읽는 라디오 낭독 시리즈》

### 광고
- 라미화장품 베이비매직
- 크라운제과 블랙로즈 초콜릿
- 한국후지필름 후지필름
- 한국코닥 코닥필름
- 대상 쇠고기맛나
- 노송가구 예쁘제가구
- 삼성전자 삼성하이폰무선전화기
- 포토타임
- 해태htb 과일촌팩 투데이스
- 동서식품 맥스웰커피
- 오리온 브라우닝 쎄이영
- 동산씨앤지 와이크린
- 현대약품 카로에프
- 신도종합건설 신도 파크힐타운
- BYC
- 롯데제과 업그레이드 몽쉘 크림케이크
- LG생활건강 오데뜨 알부틴 화이트 내추럴즈
- 메사
- 라이온코리아 콤펙트 참그린 비트
- 삼성전자 세탁기 파워드럼
- 로제화장품 환희 프레스티지
- 삼성화재 애니카보험 (with 이재룡)
- CJ제일제당 백설식용유 햇반 (with 이재룡)
- 시네마서비스 취화선
- 센츄리에어컨 (with 하희라)
- 남양유업 사이언스 뉴트리션 아기사랑 3,4 아기랑콩이랑
- SK텔레콤 카라
- 동화자연마루
- 위니아전자 콤비김장고클라쎄
- 태영건설 데시앙아파트 (with 이재룡)
- 헨켈홈케어코리아 홈키파,홈매트
- 농심 새우깡 안성탕면 V8 웰치 (with 이재룡)
- 애경산업 아이린
- 농심 카프리썬
- 농심 농심가락생라면 별따먹자 (with 이재룡)
- 한일건설 베라체
- 동아출판 동아 백점맞는 수학
- 아이사랑카드 보건복지부 한국보건복지정보개발원 전담금융기관 하나카드 KB국민카드 우리카드 보육료지원혜택 (with 이재룡)
- 쌍방울 트라이 샤빌 (with 이재룡)
- CJE&M써니
- 삼성물산 르베이지
- 새마을금고
- 중흥건설산업 중흥S클래스
- LG전자 디오스빌트인
- 롯데백화점 롯데엔터테인먼트 타짜신의손
- 웅진식품 자연은 지중해햇살
- 글락소스미스클라인 파로돈탁스
- 동국제약 훼라민큐

## 저서
- 2000년 《유호정의 행복한 집 이야기》 (서울문화사)

## 수상 및 후보
| 연고 | 시상식                                            | 부문                         | 작품            | 결과 |
| 1993 | 제 29회 백산예술대상                              | TV 부문 여자 신인 연기상     | 옛날의 금잔디   | 수상 |
| 1994 | SBS 연기대상                                      | 여자 우수 연기상             | 결혼            | 수상 |
| 1995 | KBS 연기대상                                      | 여자 인기상                  | 바람은 불어도   | 수상 |
| 1996 | KBS 연기대상                                      | 여자 우수 연기상             | 은하수          | 수상 |
| 1999 | SBS 연기대상                                      | 여자 우수 연기상             | 청춘의 덫       | 수상 |
| 2002 | 그리메상                                          | 최우수 여자 연기상           | 태양인 이제마   | 수상 |
| 2003 | KBS 연기대상                                      | 베스트 커플상 ( 김승우 )     | 로즈 마리       | 수상 |
| 2003 | KBS 연기대상                                      | 여자 최우수 연기상           | 로즈 마리       | 수상 |
| ---- | ------------------------------------------------- | ---------------------------- | --------------- | ---- |
| 2006 | MBC 연기대상                                      | 여자 부문 우수상             | 발칙한 여자들   | 후보 |
| 2009 | 제 8회 전국사회복지 봉사대회 보건 복지 가족부장관 | 표창장                       |                 |      |
| 2010 | SBS 연기대상                                      | 연속극 부문 최우수 연기상    | 이웃집 웬수     | 수상 |
| 2015 | SBS 연기대상                                      | 중편 드라마 부문 우수 연기상 | 풍문으로 들었소 | 후보 |